# Eucritta melanolimnetes
L'eucritta (Eucritta melanolimnetes) è un tetrapode estinto, forse imparentato con i loxommatidi. Visse nel Carbonifero inferiore (Viséano, circa 345 - 332 milioni di anni fa) e i suoi resti fossili sono stati ritrovati in Scozia.

## Descrizione
Questo animale doveva assomigliare vagamente a una salamandra dalla testa grossa, e la lunghezza era di circa 25 centimetri. La volta cranica di Eucritta assomigliava a quella degli altri loxommatidi, poiché conservava ossa intertemporali e piccole ossa tabulari, che non erano in contatto con il parietale. Le ossa delle zampe erano ben ossificate, mentre le vertebre sono poco conosciute; nell'esemplare tipo, una serie longitudinale di forme diafane probabilmente rappresenta gli archi neurali. Potrebbero esserci state circa 24 vertebre del tronco, a giudicare dal numero di costole e dalla distanza tra la testa e il cinto pelvico. La forma dell'interclavicola era differente da quella dei loxommatidi, e invece era simile a quella dei watcheeridi e degli antracosauri. Le zampe posteriori di Eucritta era dotato di cinque dita, ma non è chiaro il numero di falangi di ogni singolo dito.
La caratteristica saliente di Eucritta era la forma delle orbite, particolarmente ampie e con una probabile espansione nella parte anteriore. Questa espansione potrebbe essere stata identica a quella presente nei tipici loxommatidi, e potrebbe aver contenuto una ghiandola dalla funzione sconosciuta. La dentatura di Eucritta, inoltre, era molto diversa da quella degli altri loxommatidi, poiché era sprovvista delle tipiche grandi zanne palatali.

## Classificazione

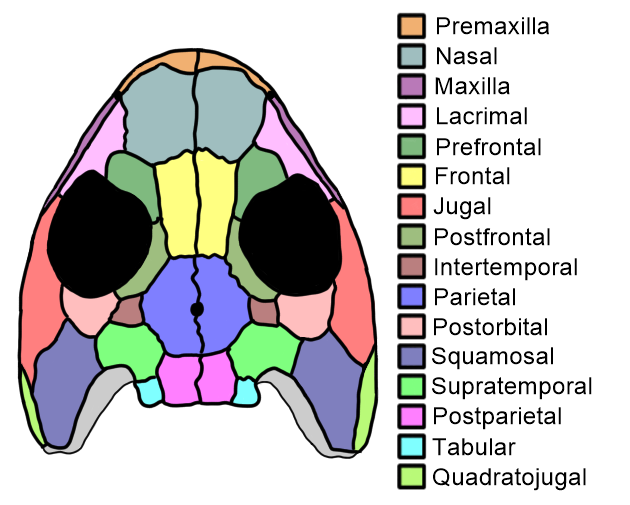
Ricostruzione del cranio di Eucritta melanolimnetes

Eucritta melanolimnetes è stato descritto per la prima volta nel 1998, sulla base di fossili ritrovati nella località di East Kirkton in Scozia, risalente al Viseano. È noto grazie a cinque esemplari, tra cui uno scheletro quasi completo ma privo di coda. Non è chiaro quali siano le parentele di questo animale; alcune caratteristiche lo avvicinano ad altri gruppi di tetrapodi carboniferi, e il solo cranio possedeva caratteristiche da anfibio e altre da rettile (ad esempio la struttura del palato). Le orbite simili a buco di serratura ricordano i loxommatidi, un misterioso gruppo di tetrapodi dalle incerte affinità. In ogni caso, il possesso di caratteri che si riscontrano nei loxommatidi, negli antracosauri e nei temnospondili suggerisce che questi tre gruppi potrebbero essersi originatisi nel Carbonifero piuttosto che nel Devoniano.

## Significato del nome
Il nome Eucritta melanolimnetes significa "il vero mostro della laguna nera", con riferimento al celebre film di fantascienza del 1954 Il mostro della laguna nera.